# Die Aktion

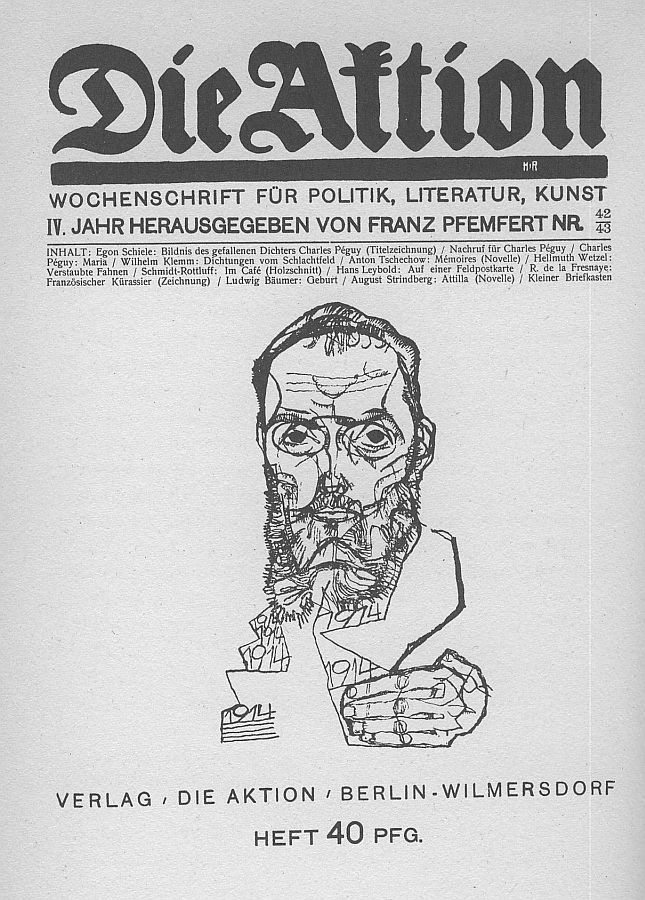
Título de Die Aktion de 1914 com uma ilustração de Egon Schiele.

Die Aktion  foi uma revista literária e política editado por Franz Pfemfert de 1911 a 1932, que promoveu o expressionismo literário e tinha uma perspectiva de esquerdas. A princípio publicava-se semanalmente, desde 1919 cada duas semanas, e a partir de 1926 esporadicamente.
Desde 1981 Edition Nautilus continuou, esporadicamente, a sua publicação.

## Antecedentes
Pfemfert publicara desde 1904 (com Herwarth Walden, mais tarde editor Der Sturm) durante um tempo a revista anarquista Der Kampf de Senna Hoje, época na que travou contato com muitos autores e artistas modernos da oposição política. Mais tarde trabalhou para Das Blaubuch e finalmente para o Demokrat, que coeditou em 1910. Nesta revista democrata radical, que editava conjuntamente com o livre-pensador Georg Zepler (1859-1925), publicou textos de muitos autores que mais tarde trabalhariam também em Die Aktion. Em princípios de 1911 afastou-se de Zepler.

## História da revista

### 1911–1914: Expressionismo e internacionalismo
A  20 de fevereiro de 1911 foi publicado o primeiro número de Die Aktion, com o subtítulo "Zeitschrift für freiheitliche Politik und Literatur" (revista da política e literatura libertária), que passaria em 1912 a ser "Wochenschrift für Politik, Literatur und Kunst" (escrito semanal de política, literatura e arte). Através dos contatos de Hiller e os seus amigos do Neu Club, que sob a denominação de Gabinete neopatético Neopathetisches Cabinet organizavam tertúlias de literatura expressionista, Die Aktion tornou-se no órgão canalizador da nova tendência. Ali Pfemfert conheceu  muitos autores e adquiriu contatos com editores como Ernst Rowohlt e Samuel Fischer. Embora não recebesse honorários, sempre realizou contribuições de alta qualidade. A partir de 1913 apareceram muitas edições especiais que somente continham poesia, entre elas um número dedicado exclusivamente à obra de Georg Heym, jovem falecido em janeiro de 1912. A partir de 1914 incrementaram-se as contribuições de artistas gráficos, em particular os expressivas gravuras que davam à revista a sua aparência característica.
No primeiro número Pfemfert declarava que o objetivo de Die Aktion era o seguinte:
| “ | Die Aktion afilia-se, sem se situar sobre a base de um partido político determinado, à ideia da esquerda da Grande Alemanha. Die Aktion quer impulsionar o monumental pensamento de uma organização da inteligência da largamente banida palavra “Kulturkampf” (combate pela cultura) (…) e restaurar o seu antigo esplendor. Na arte e a cultura, Die Aktion busca proporcionar um contrapeso ao triste hábito da imprensa pseudo-liberal, de avaliar as novas emoções simplesmente do ponto de vista dos negócios, silenciando-as assim | ” |

Até 1914 Pfemfert solicitou, através da influência política que Die Akction exercia sobre o SPD, como ele aguardava, que apoiasse as correntes anarquistas e revolucionaras do partido. Nos editoriais Pfemfert criticou a postura chauvinista e com frequência oportunista do partido e exortava a recordar que os problemas do movimento operário eram de caráter internacional. Também advogou por campanhas como a libertação do psicólogo da sexualidade Otto Gross, que o seu pai apresara e  introduzira na psiquiatria.

### 1914–1918: Oposição artística durante a guerra
Já em 1914, antes do começo da guerra, a revista foi sequestrada pela primeira vez. Como era frequente no império aconteceu também aqui contra uma revista contrária politicamente mediante o pretexto de publicar textos moralmente ofensivos. Com o estouro da guerra em agosto de 1914 agravou-se mais a situação, sendo aplicada uma severa censura. Em consequência, Pfemfert decidiu publicar apenas textos literários para evitar uma proibição completa da revista. Surpreendentemente conseguiu-o, embora Pfemfert incorporasse em colunas como Ich schneide die Zeit aus artigos incendiários de outros jornais, e numa coluna criticasse acidamente a artistas e intelectuais que apoiavam a guerra. Também as publicações literárias versavam sobre o antimilitarismo, enquanto por exemplo se publicaram poemas para a frente de Oskar Kanehl e Wilhelm Klemm, que apresentavam o horror intrínseco da guerra. Também foi audaz a publicação de números especiais dedicados à literatura dos "países inimigos".

### 1918–1925: Semanário para o socialismo revolucionário
Após a Primeira Guerra Mundial Pfemfert pronto se afastou, desencantado, do expressionismo. Muitos autores estavam saturados demais e tinham contratos com grandes editoriais. Para Pfemfert isso era uma traição e considerou que a fase rebelde do expressionismo acabara definitivamente. Em die Aktion apareciam somente textos políticos. Advogou decididamente pelo comunismo e publicou textos de Lenin e outros revolucionários russos.
Já em finais de 1918 die Aktion publicou um manifesto da Liga Espartaquista (Spartakusbund) e  após a fundação do KPD fez da sua publicação durante algum tempo um órgão do partido. Por isso deu-lhe a Die Aktion um novo subtítulo, o de "Semanal para o socialismo revolucionário". Quando o KPD mudou o seu rumo em outubro de 1919 e começou a expulsar sindicalistas, Pfemfert buscou em die Aktion unificar à oposição de esquerdas durante algum tempo. A partir de 1920 apoiou a esquerda comunista do KAPD e a partir do final de 1921 à sua cisão AAUE, do qual Pfemfert foi um dos líderes. Em meados dos anos 20 aproximou-se à anarquista Freie Arbeiter Union Deutschlands (FAUD) de Rudolf Rocker, do qual publicou alguns em die Aktion. Então já era claro que a revolução na Alemanha fora abortada.

### 1926–1932:Die Aktiondesaparece
O insucesso da revolução e as lutas entre os partidos de esquerda prejudicaram também a die Aktion, que perdeu leitores. Já antes perdera, por causa da orientação puramente política da publicação, os leitores interessados somente na arte. Então chegou a inflação. Desde 1927 foi publicada esporadicamente, seis ou sete vezes por ano. Em 1929 mudou o subtítulo para "Revista para o comunismo revolucionário", e die Aktion teve uma existência marginal. Ao final os textos eram publicados com tamanhos de letra muito pequenos para poupar páginas. Em 1929, publicaram-se três números; em 1930, um; em 1931, dois, e em agosto de 1932 publicou-se finalmente o último número.

## Aparência
Die Aktion era publicado em duas colunas. A princípio o tipo de letra era Fraktur, mas em 1912 mudou para Antiqua, de acordo com a modernidade da publicação. A maior parte das vezes começava com um editorial de Pfemfert sobre política. Costumava ter umas 14 páginas. A página inicial, na que a princípio aparecia frequentemente o editorial, passou a ser mais tarde uma capa que com frequência mostrava uma obra gráfica expressionista e um índice de conteúdos.

## Tirada e financiamento
A base econômica de die Aktion foi, apesar do seu sucesso econômico inicial entre a intelectualidade, cambaleante. Nos melhores tempos vendiam 7 000 exemplares. O preço de venda começou em 10 pfennige, mas durante a Primeira Guerra Mundial foi de 30, mais tarde 40 e após 1918 de 80 pfennigen. Para conseguir mais recursos pôs em circulação uma edição de luxo com uma tirada de cem exemplares em papel feito à mão a um preço quatro vezes maior. Para continuar sendo independente, Pfemfert teve de organizar  espetáculos periodicamente, como recitais ou tardes de leitura. Rejeitou ajudas de terceiros, como por exemplo de Paul Cassirer, que durante a guerra fez uma proposta nesse senso. Em 1916 apareceram os Aktions-Bücher (libros-Aktion). Aktions-Buch-und-Kunsthandlung, fundada em 1917 e dirigida pela esposa de Pfemfer Alexandra Ramm-Pfemfert, com sede em Kaiserallee, 222, buscou mais renda.

## Redação
A princípio Kurt Hiller e o anarquista Anselm Ruest colaboravam na redação, mas pronto Pfemfert teria disputas com eles. Em 1912 rompeu relações com Ruest e em 1913 com Hiller. De 1918 a 1929 o poeta Oskar Kanehl foi o colaborador mais importante de Pfemfert e Alexandra Ramm-Pfemfert participava periodicamente na redação. Ao menos esporadicamente trabalhou uma secretária, Lisa Pasedag. Franz Jung descreveu a atmosfera que havia ali da forma seguinte: "O homem, que em Berlim, no quarto andar da casa traseira da rua Nassauischen junto à porta aberta está comendo atrás do seu escritório, qualquer pode entrar sem bater à porta nem chamar à campainha e falar com ele, enquanto lia os seus cigarros com uma pequena máquina manual. Para Pfemfert qualquer um que chegasse era, quer tivesse alguma apreciação ou quisesse imprimir algo, um cliente, bom ou mau".

## Artistas e escritores
|  |  |  |  | - Gerd Arntz - Alexander Archipenko - André Derain - Conrad Felixmüller - Lyonel Feininger - George Grosz - Ernst Ludwig Kirchner - Alfred Kubin - Wilhelm Lehmbruck - Franz Marc - Henri Matisse - Ludwig Meidner - Carlo Mense - Max Oppenheimer - Pablo Picasso - Christian Schad - Egon Schiele - Karl Schmidt-Rottluff - Georg Schrimpf - Franz Wilhelm Seiwert - Félix Vallotton - Heinrich Vogeler | - Ernst Angel - Hugo Ball - Johannes R. Becher - Gottfried Benn - Ernst Blass - Franz Blei - Paul Boldt - Georg Brandes - Max Brod - Theodor Däubler - Albert Ehrenstein - Carl Einstein - André Gide - Claire Goll - Iwan Goll - Ferdinand Hardekopf - Paul Hatvani - Max Herrmann-Neisse - Georg Heym - Kurt Hilher - Jakob van Hoddis - Richard Hülsenbeck - Heinrich Eduard Jacob - Franz Jung | - Oskar Kanehl - Hermann Kasack - Wilhelm Klemm - Arthur Kronfeld - Else Lasker-Schüler - Alfred Lichtenstein - Heinrich Mann - Charles Péguy - Ernst Stadler - Theodor Lessing - Franz Mehring - Erich Mühsam - Mynoa - Karl Otten - Maximílian Rosenberg - Ludwig Rubiner - René Schickele - Paul Scheerbart - Walter Serner - Carl Sternheim - Ernst Tolher - Frank Wedekind - Franz Werfel - Alfred Wolfenstein - Carl Zuckmayer | - Mikhail Bakunin - Alexander Bogdanow - Otto Gross - Piotr Kropotkin - Nadezhda Krúpskaya - Lenin - Karl Liebknecht - Anatóli Lunatcharski - Rosa Luxemburg - Rudolf Rocker - Otto Rühle - Leon Trótski |